# Evangelische Kirche (Mainz-Gonsenheim)

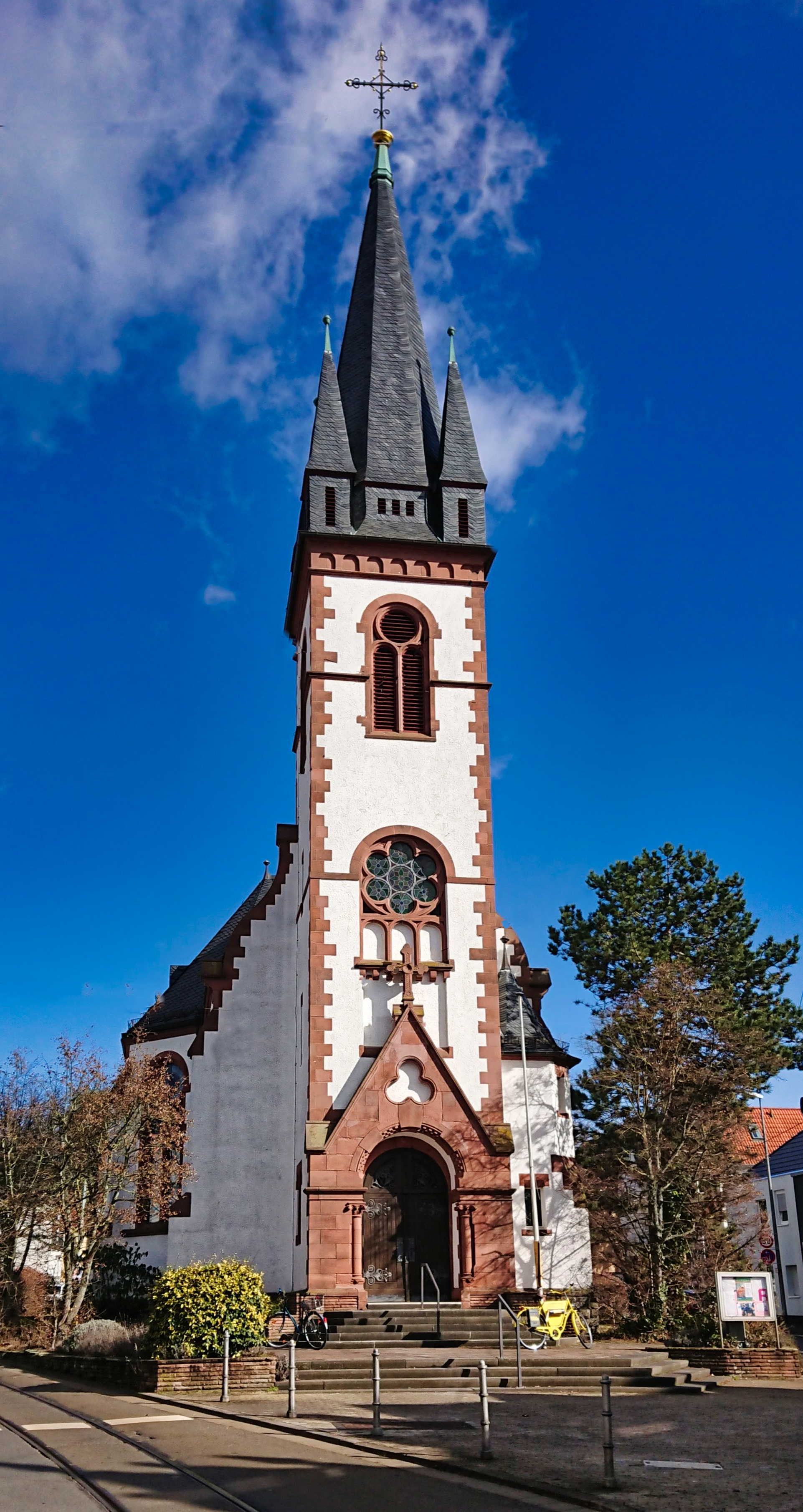
Evangelische Kirche Mainz-Gonsenheim

Die Evangelische Kirche Mainz-Gonsenheim ist die Kirche der evangelischen Kirchengemeinde in Mainz-Gonsenheim und steht unter Denkmalschutz. Aufgrund ihrer Lage auf einer Verkehrsinsel wird sie umgangssprachlich als „Inselkirche“ bezeichnet.

## Lage
Das Kirchengrundstück liegt am östlichen Ende der Breiten Straße am Übergang zur Elbestraße. Die Kirche steht dabei hervorgehoben auf einer Verkehrsinsel in der Sichtachse der Breiten Straße, sie wird sowohl vom Auto- als auch vom Straßenbahnverkehr umflossen. Hinter dem Kirchengebäude befindet sich im rückwärtigen Bereich eine größere Grünfläche.
War das Gebäude zum Zeitpunkt des Baus noch am Rand der Ortsgemeinde, so markiert es heute mit den umliegenden Straßen die Ortsmitte. Die direkte Umgebung in der Breiten Straße ist von Bürgerhäusern aus dem Ende des 19., bzw. Anfang des 20. Jahrhunderts geprägt, in vielen Häusern befinden sich Geschäfte oder Arztpraxen.

## Geschichte
Parallel zur Bevölkerungsentwicklung des katholisch geprägten Stadtteils Mainz-Gonsenheim wuchs zum Ende des 19. Jahrhunderts auch die Anzahl der evangelischen Bürger. 1893 wurde die Kirchengemeinde unter Leitung des Pfarrers Heinrich Bechtolsheimer gegründet. Bald kam der Wunsch auf, eine eigene Kirche zu bauen. Die Ortsgemeinde schenkte der Kirchengemeinde hierfür 1895 einen Bauplatz am Waldrand. Mit der finanziellen Unterstützung des Gustav-Adolf-Werks konnte 1902 mit dem Bau der Kirche begonnen werden. Die fertiggestellte Kirche wurde am 15. Oktober 1903 eingeweiht. Fotografien aus der damaligen Zeit belegen, dass das Kirchengelände ursprünglich von einem Garten mit einer rechteckigen Mauer bzw. Zaunanlage eingefasst wurde. Im Rahmen einer Straßenregulierung wurde das Gelände 1921 auf die heutige Form verkleinert. Die Kirche wurde 2002 aufwändig saniert und durch Fenster des Glasbildners Johannes Schreiter ergänzt.

## Architektur und Ausstattung

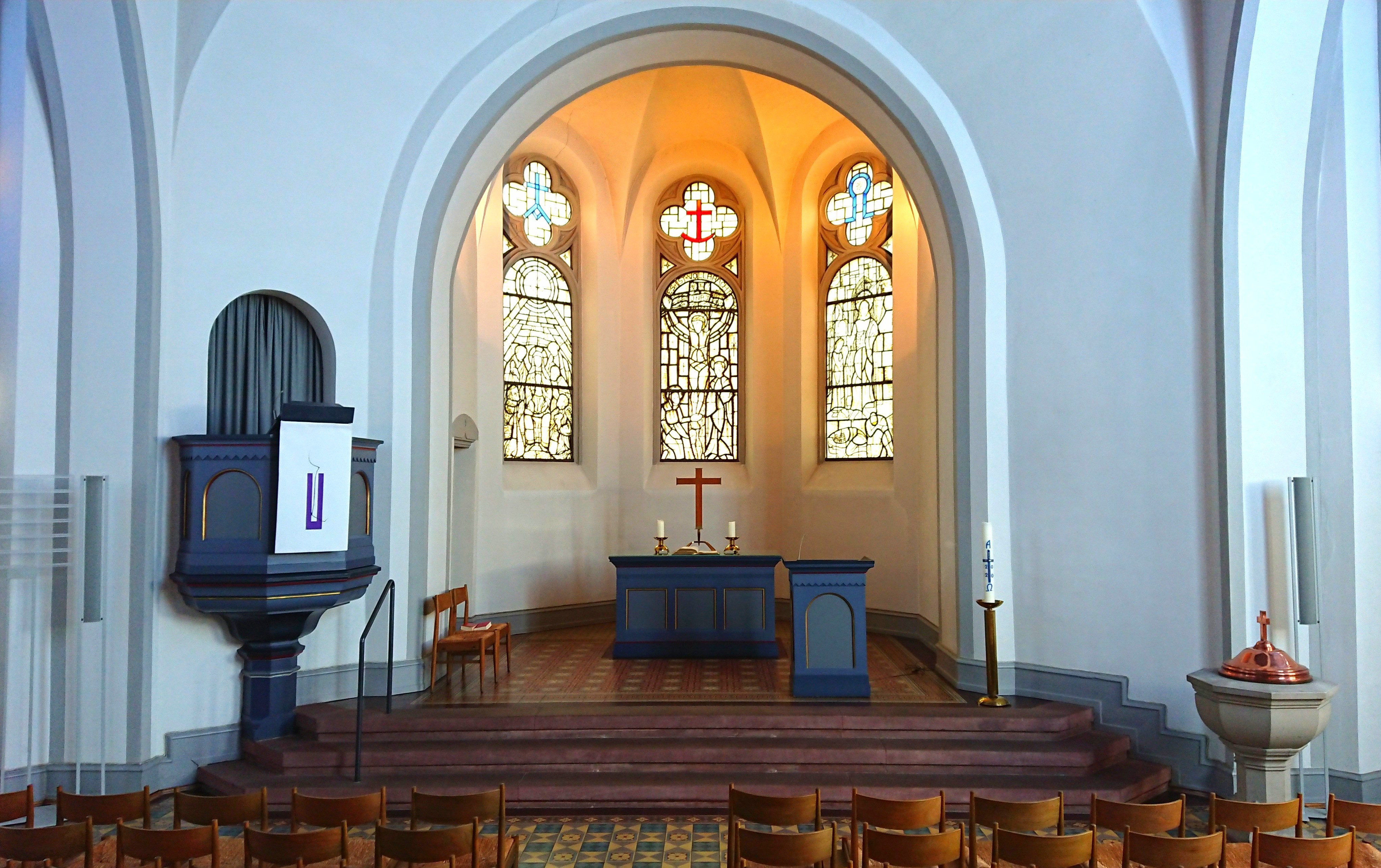
Altarraum der evangelischen Kirche in Mainz-Gonsenheim

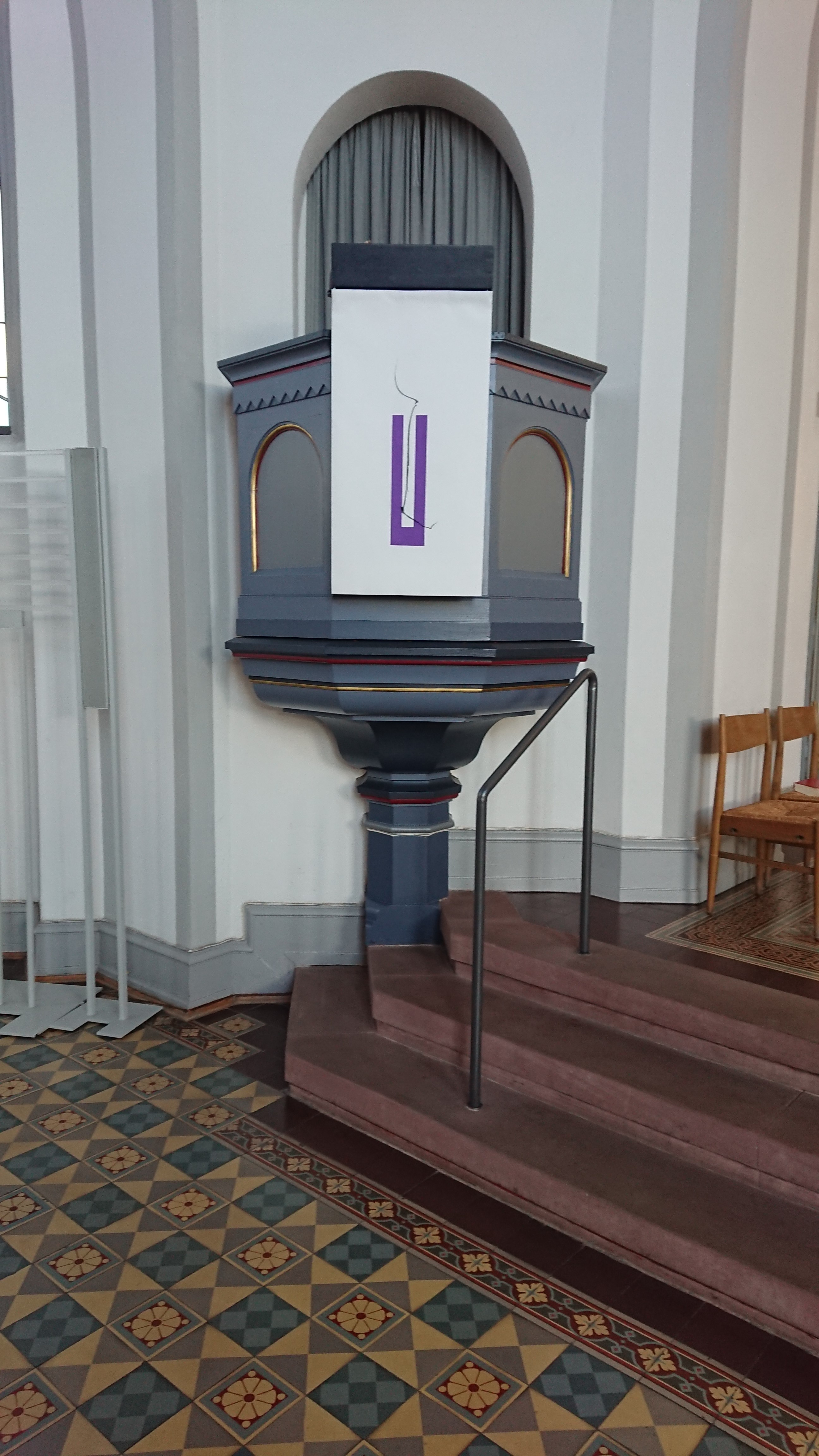
Kanzel

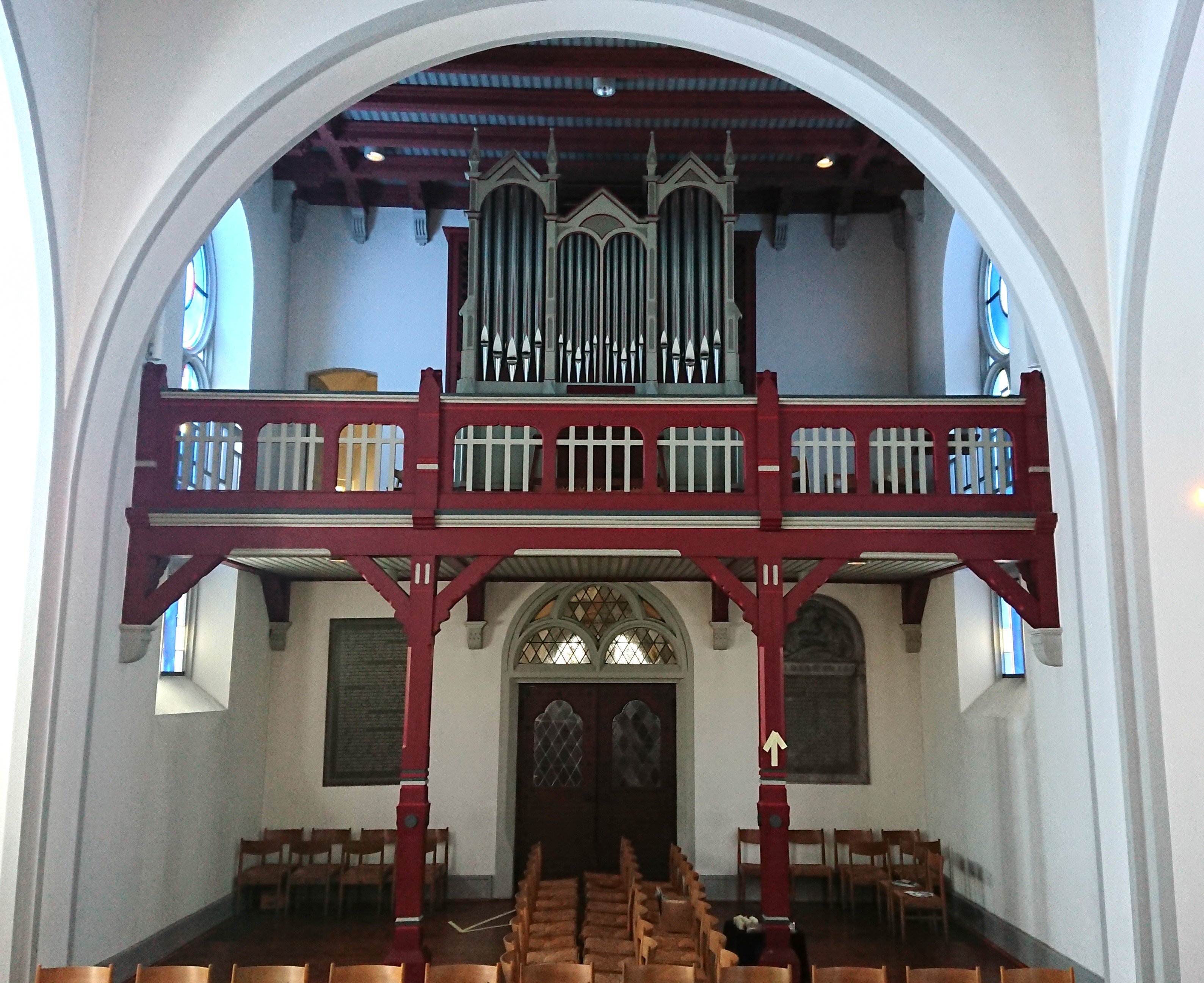
Orgelempore

Die Kirche wurde nach den Plänen des Architekten Reinhold Weise als neogotischer Saalbau errichtet. Dominiert wird das Gebäude von dem Westturm. Der weiße Bau wird durch rote Sandsteinquader strukturiert.
Im Altarraum sind drei Fenster des Glaskünstlers Max Lüder (1889–1952) aus dem Jahr 1952 zu sehen. Dargestellt sind, wie schon auf den kriegszerstörten Vorgängern, die Geburt, die Kreuzigung und die Auferstehung Jesu.

### Orgel
Die aktuelle Orgel des Orgelbauers G. F. Steinmeyer & Co ersetzte 1979 das Instrument aus der Entstehungszeit der Kirche.

### Glocken
Die ursprünglichen Glocken wurden 1917 abgenommen und für Rüstungszwecke verwendet. 1923 wurde drei Stahlglocken als Ersatz eingebaut.

### Schreiter-Fenster
Im Rahmen der Renovierung im Jahr 2002 wurden an der Nord- und Südseite der Kirche jeweils vier Fenster des Glasbildners Johannes Schreiter installiert. Sie setzen das Thema „Die Säulen im Tempel meines Gottes“ (Offenbarung 3,12 ) im Dialog mit dem Kirchenraum gestalterisch um.

## Nutzung
Die Kirche wird im wechselnden Turnus mit dem Gemeindehaus für Gottesdienste genutzt, außerdem für Hochzeiten, Konzerte und Ausstellungen.